# Gabi (Familienname)
Gabi ist ein deutscher Familienname aus der Schweiz.

## Verbreitung
Gabi ist ein Familienname in der Schweiz. Die Träger des Namens waren ursprünglich nur in Niederbipp heimatberechtigt.

## Namensträger
- Sarah Gabi Schönenberger (* 1978), Schweizer Politikerin (SP)
- Thomas Pauli-Gabi (* 1966), Schweizer Archäologe, Kulturmanager und Historiker